# Roquemaure, Tarn
Roquemaure är en kommun i departementet Tarn i regionen Occitanien i södra Frankrike. Kommunen ligger i kantonen Rabastens som tillhör arrondissementet Albi. År 2022 hade Roquemaure 468 invånare.

## Befolkningsutveckling
Antalet invånare i kommunen Roquemaure
| Referens: INSEE |